# Novembre 1809

## Événements
- 1er novembre :
  - Colonie du Cap : promulgation du Code Caledon (Hottentot Code), ensemble de lois relatives au statut et aux droits des travailleurs « de couleur » et comportant certaines dispositions discriminatoires[1].
  - Les forces franco-bavaroises battent les rebelles tyroliens d'Andreas Hofer et s'emparent du Bergisel. Fin de la rébellion du Tyrol[2].

- 19 novembre : victoire française décisive à la bataille d'Ocaña[3].

- 28 novembre : victoire française à la bataille d'Alba de Tormes[4].

## Naissances
- 6 novembre : Rudolf Kohlrausch (mort en 1858), physicien allemand.
- 9 novembre : Thomas Wright (mort en 1884), chirurgien et paléontologue britannique.
- 11 novembre :Léopold Kraczkiewicz, officier franco-polonais († 21 septembre 1898).

## Décès
- 11 novembre : Jean-Joseph Taillasson, peintre, dessinateur et critique français (° 6 juillet 1745)
- 27 novembre : Nicolas Dalayrac, compositeur français (° 8 juin 1753)
- 28 novembre : Thomas Jules Armand Cottereau, jurisconsulte français (° 1733)